# Liste der Kulturdenkmale in Neulindenau
Die Liste der Kulturdenkmale in Neulindenau enthält die Kulturdenkmale des Leipziger Ortsteils „Neulindenau“ der Gemarkung Lindenau, die in der Denkmalliste vom Landesamt für Denkmalpflege Sachsen mit Stand 2017 erfasst wurden.

## Legende
- Bild: Bild des Kulturdenkmals, ggf. zusätzlich mit einem Link zu weiteren Fotos des Kulturdenkmals im Medienarchiv Wikimedia Commons. Wenn man auf das Kamerasymbol klickt, können Fotos zu Kulturdenkmalen aus dieser Liste hochgeladen werden:
- Bezeichnung: Denkmalgeschützte Objekte und ggf. Bauwerksname des Kulturdenkmals
- Lage: Straßenname und Hausnummer oder Flurstücknummer des Kulturdenkmals. Die Grundsortierung der Liste erfolgt nach dieser Adresse. Der Link (Karte) führt zu verschiedenen Kartendiensten mit der Position des Kulturdenkmals. Fehlt dieser Link, wurden die Koordinaten noch nicht eingetragen. Sind diese bekannt, können sie über ein Tool mit einer Kartenansicht einfach nachgetragen werden. In dieser Kartenansicht sind Kulturdenkmale ohne Koordinaten mit einem roten bzw. orangen Marker dargestellt und können durch Verschieben auf die richtige Position in der Karte mit Koordinaten versehen werden. Kulturdenkmale ohne Bild sind an einem blauen bzw. roten Marker erkennbar.
- Datierung: Baubeginn, Fertigstellung, Datum der Erstnennung oder grobe zeitliche Einordnung entsprechend des Eintrags in der sächsischen Denkmaldatenbank
- Beschreibung: Kurzcharakteristik des Kulturdenkmals entsprechend des Eintrags in der sächsischen Denkmaldatenbank, ggf. ergänzt durch die dort nur selten veröffentlichten Erfassungstexte oder zusätzliche Informationen
- ID: Vom Landesamt für Denkmalpflege Sachsen vergebene, das Kulturdenkmal eindeutig identifizierende Objekt-Nummer. Der Link führt zum PDF-Denkmaldokument des Landesamtes für Denkmalpflege Sachsen. Bei ehemaligen Kulturdenkmalen können die Objektnummern unbekannt sein und deshalb fehlen bzw. die Links von aus der Datenbank entfernten Objektnummern ins Leere führen. Ein ggf. vorhandenes Icon  führt zu den Angaben des Kulturdenkmals bei Wikidata.

## Kulturdenkmale in Neulindenau
| Bild                                    | Bezeichnung | Lage | Datierung | Beschreibung | ID       |
| --------------------------------------- | --- | --- | --- | --- | -------- |
|                                         | Stellwerk | (Karte) | um 1900 (Stellwerk) | Klinkerbau mit Klinkergliederungen, verkehrsgeschichtlich von Bedeutung | 09306096 |
| Direkt Bild zu diesem Denkmal hochladen | Sachgesamtheitsbestandteil Karl-Heine-Kanal (Obj. 09290819, Plagwitz): Kanal und Uferbefestigungen (als Sachgesamtheitsteile) | (Karte) | 1856–1864 (Kanal) | künstlich angelegte Wasserstraße, von zahlreichen Brücken überspannt, initiiert von Dr. Karl Heine (1819–1888), Fabrikant und Politiker, Schöpfer der Leipziger Westvorstadt, ortshistorische und technikgeschichtliche Bedeutung | 09305325 |
| Direkt Bild zu diesem Denkmal hochladen | Sachgesamtheitsbestandteil der Sachgesamtheit Plagwitz-Lindenauer Industriebahn (Obj. 09262777, Plagwitz): Gleisanlagen bzw. Verlauf der Industriegleise (als Sachgesamtheitsteile) | (Karte) | 1906 und älter (Eisenbahnanlage), 1933–1938 (Ausbau) | Bahnstrecke Leipzig-Plagwitz–Leipzig-Lindenau eine Anschlussbahn in den Ortsteilen Lindenau, Neulindenau, Plagwitz und Schönau, die mit der industriellen Entwicklung und besonders mit dem Karl-Heine-Kanal und dem Ausbau des Leipziger Hafens in Verbindung stehen, ortsentwicklungsgeschichtlich und technikgeschichtlich von Bedeutung | 09305232 |
|                                         | Einzeldenkmal der Sachgesamtheit Dr.-Hermann-Duncker-Siedlung (Obj. 09305251, Dr.-Hermann-Duncker-Straße 1–37): Wohnhauszeile einer Wohnanlage | Abrahamstraße 2; 4; 6; 8; 10 (Karte) | 1953–1956, Wohnhauszeile (Mehrfamilienwohnhaus) | Putzfassaden im Stil der Nationalen Bautradition der 1950er Jahre, erstes Wohnungsneubaugebiet nach 1945 im Arbeiterviertel des Leipziger Westens, siehe auch Leidholdstraße 12–22, Leunaer Weg 1–11, Mansfelder Weg 1–36 und Morgensternstraße 1–25, von architekturgeschichtlicher, ortsentwicklungsgeschichtlicher und sozialhistorischer Bedeutung | 09292559 |
| Weitere Bilder                          | Handschwengelpumpe mit Brunnenschacht und Abdeckplatte | Alte Salzstraße (Karte) | vor 1890 (Handschwengelpumpe) | in Ecklage Thüringer Straße, Typ K, ortsgeschichtlich von Bedeutung | 09294883 |
| Direkt Bild zu diesem Denkmal hochladen | Einzeldenkmal der Sachgesamtheit Leipziger Baumwollspinnerei (Obj. 09305252, Spinnereistraße 7): drei Fabrikgebäude einer Textilfabrik, mit Einfriedungsmauer entlang der Straße | Alte Salzstraße 2; 4; 6 (Karte) | vor 1900 (Fabrikgebäude) | zeittypische Ziegelbauten, ortsgeschichtlich von Bedeutung | 09292556 |
|                                         | Ehemalige Mörtelfabrik (Nr. 28) am Karl-Heine-Kanal, mit Nebengebäude (Nr. 30, ehemals Schmiede und Schlosserei des Mörtelwerkes) und die beiden Brückenköpfe mit dazwischenliegender Durchfahrt sowie das Werkstatt- und Nebengebäude der ehemaligen Lokinstandhaltung, ferner Pflasterung und Gleise des ehemaligen Schienennetzes | Am Kanal 28; 30 (Karte) | 1890 (Mörtelwerk und Kontorgebäude), 1896 (Motorwagen- und Schuppengebäude sowie Schmiede), 1911 (Lokinstandhaltung)                                                                 | einzigartiger Werkskomplex als Bestandteil des Plagwitzer Entwicklungskonzeptes von Dr. Karl Heine, Klinkerfassaden, zum Teil Fachwerkkonstruktion, zur winkelförmigen Fabrikanlage gehören u. a. Pferdeställe, Schmiede, Schlosserei, Kontorräume, Bedeutung für die sächsische Industriegeschichte und die Stadtteilentwicklung, Wert für die Volksbildung | 09297310 |
| Direkt Bild zu diesem Denkmal hochladen | Fabrikantenvilla | Beckerstraße 5 (Karte) | um 1912 (Fabrikantenvilla) | Putzfassade, Reformstil-Architektur, erbaut für den Werkzeugfabrikanten Arthur Serra, ortsentwicklungsgeschichtlich von Bedeutung | 09291196 |
| Direkt Bild zu diesem Denkmal hochladen | Einzeldenkmal der Sachgesamtheit Wohnanlage Neulindenau der Baugenossenschaft des Leipziger Mietervereins (Obj. 09305253, Radiusstraße 2–22): 12 Wohnhäuser einer Wohnanlage | Credéstraße 1; 3; 5; 7; 9; 11; 13; 17; 19; 21; 23; 25 (Karte)                                                                                            | 1930er Jahre (Mehrfamilienwohnhaus) | Putzfassaden im traditionalistischen Stil der 1930er Jahre, siehe auch Demmeringstraße 151–155, zweiter Bauabschnitt der Wohnanlage, sozialgeschichtlich, baugeschichtlich und städtebaulich von Bedeutung | 09264629 |
| Direkt Bild zu diesem Denkmal hochladen | Mietshaus in geschlossener Bebauung und Vorgarten | Credéstraße 2 (Karte) | um 1912 (Mietshaus) | mit Hausdurchgang, Putzfassade mit Putzreliefs, im Reformstil, baugeschichtlich von Bedeutung | 09294372 |
| Direkt Bild zu diesem Denkmal hochladen | Mietshaus in geschlossener Bebauung, mit Einfriedung und Vorgarten | Credéstraße 4 (Karte) | um 1912 (Mietshaus) | mit Hausdurchgang, Putzfassade mit Putzreliefs, im Reformstil, baugeschichtlich von Bedeutung | 09291036 |
| Direkt Bild zu diesem Denkmal hochladen | Mietshaus in geschlossener Bebauung, mit Einfriedung und Vorgarten | Credéstraße 6 (Karte) | um 1912 (Mietshaus) | mit Hausdurchgang, Putzfassade mit Putzreliefs, im Reformstil, baugeschichtlich von Bedeutung | 09291294 |
| Direkt Bild zu diesem Denkmal hochladen | Mietshaus (Nr. 8) in geschlossener Bebauung, mit Einfriedung und Vorgarten sowie Werkstattgebäude (Nr. 8a–8d) im Hof | Credéstraße 8; 8a; 8b; 8c; 8d (Karte) | um 1912 (Mietshaus) | Vorderhaus mit Tordurchfahrt, Putzfassade mit Putzgliederung, im Reformstil, baugeschichtlich von Bedeutung | 09294013 |
| Direkt Bild zu diesem Denkmal hochladen | Platzanlage in drei Teilflächen | Demmeringstraße (Karte) | um 1910 (Schmuckplatz) | Schmuckplatz zwischen Demmering-, Gröppler-, Lähne- und Plautstraße, prägnantes Element der zeitgenössischen Bebauungsplanung, orts- und städtebaugeschichtlich sowie gartenhistorisch von Bedeutung | 09292570 |
| Direkt Bild zu diesem Denkmal hochladen | Einzeldenkmal der Sachgesamtheit Städtische Wohnanlage Lützner Plan (Obj. 09305254, Lützner Plan 1–20): Zwei Wohnhauszeilen (Nr. 133–137 und Nr. 139–141) einer Wohnanlage | Demmeringstraße 133; 135; 137; 139; 141 (Karte) | 1921–1925, Wohnhauszeilen (Mehrfamilienwohnhaus) | Putzfassaden im traditionalistischen Stil der 1920er Jahre, Zeugnis des sozialen Wohnungsbaus, siehe auch Lützner Plan 1–20, Lützner Straße 166–184 und Saalfelder Straße 19–27, sozialgeschichtlich und baugeschichtlich von Bedeutung | 09262770 |
| Direkt Bild zu diesem Denkmal hochladen | Schule (Anschrift: Demmeringstraße 133a und Saalfelder Straße 29) mit zwei Turnhallen im Schulhof und Vorgarten | Demmeringstraße 133a (Karte) | 1896 (Schule) | zweiflügeliger Schulbau, historisierende Klinkerfassade, baugeschichtlich und ortsgeschichtlich von Bedeutung | 09294142 |
| Direkt Bild zu diesem Denkmal hochladen | Einzeldenkmal der Sachgesamtheit Wohnanlage Neulindenau der Baugenossenschaft des Leipziger Mietervereins (Obj. 09305253, Radiusstraße 2–22): Wohnhauszeile einer Wohnanlage | Demmeringstraße 151; 153; 155 (Karte) | um 1930, Wohnhauszeile (Mehrfamilienwohnhaus) | Putzfassaden, stilistisch zwischen Neuer Sachlichkeit der 1920er Jahre und traditionalistischem Stil der 1930er Jahre, siehe auch Credéstraße 1–25, zweiter Bauabschnitt der Wohnanlage, sozialgeschichtlich, baugeschichtlich und städtebaulich von Bedeutung | 09290841 |
| Direkt Bild zu diesem Denkmal hochladen | Einzeldenkmal der Sachgesamtheit Wohnanlage Neulindenau der Baugenossenschaft des Leipziger Mietervereins (Obj. 09305253, Radiusstraße 2–22): Wohnhauszeile einer Wohnanlage | Demmeringstraße 157; 159; 161 (Karte) | um 1913, Wohnhauszeile (Mehrfamilienwohnhaus) | charakteristisch gestaltete Putzfassade im Reformstil, siehe auch Lützner Straße 198–200, erster Bauabschnitt der Wohnanlage, sozialgeschichtlich, baugeschichtlich und städtebaulich von Bedeutung | 09292572 |
| Direkt Bild zu diesem Denkmal hochladen | Mietshaus in geschlossener Bebauung | Demmeringstraße 169 (Karte) | um 1915 (Mietshaus) | zeittypische Putzfassade, Reformstil-Architektur, baugeschichtlich von Bedeutung | 09262781 |
| Direkt Bild zu diesem Denkmal hochladen | Mietshaus in geschlossener Bebauung | Demmeringstraße 171 (Karte) | um 1915 (Mietshaus) | Putzfassade, betonter Eingang, Reformstil-Architektur, baugeschichtlich von Bedeutung | 09262783 |
| Direkt Bild zu diesem Denkmal hochladen | Doppelmietshaus in halboffener Bebauung | Demmeringstraße 173; 175a (Karte) | 1938–1939 (Doppelmietshaus) | neben einem Werksgelände und Industriebahngleis gelegen, zeittypische Putzfassade der 1930er Jahre, baugeschichtlich von Bedeutung Auf dem Firmengrundstück Franz Bülow, vormals Serra & Bülow, Werkzeugmaschinen entstand 1938–1939 das zeittypische Doppelmietshaus nach Entwurf des Architekten Kurt Weidlich. Ausführung durch das Baugeschäft für Hoch-, Tief- und Eisenbetonbau J. Zuber, im Januar 1939 übernahm Architekt Willy Marquardt die Bauleitung aus den Händen des Entwurfsverfassers. Einfache Putzfassade (silbergrauer Edelputz) über einem Sockel aus Natursteinen (geplant waren geflammte Eisenklinker) mit jeweiliger Mittenbetonung durch die Treppenhausachse, die eine Rahmung besitzt aus rot eingefärbtem Putz, Hauseingangstüren mit Natursteinrahmungen. Pro Etage zwei Wohnungen mit großzügigen Loggien, bei Nummer 175a in den ersten beiden Obergeschossen je eine Arztwohnung mit Praxisräumen. Luftschutzräume im Keller waren bereits in den Plänen vorgesehen entsprechend der Schutzraumbestimmung vom 4. Mai 1937. LfD/2007 | 09262785 |
|                                         | Fabrikgebäude mit Werkhalle und Schornstein sowie Kontor- und Direktorenwohnhaus, dazu Toreinfahrt | Demmeringstraße 175 (Karte) | 1910 (Fabrikgebäude) | Putzfassade mit Klinkergliederung, Werkhalle mit Oberlichten, Toreinfahrt mit zwei gusseisernen Einfahrtpfeilern, ortsgeschichtlich und technikgeschichtlich von Bedeutung | 09262784 |
| Direkt Bild zu diesem Denkmal hochladen | Platzanlage mit zwei Teilflächen | Dr.-Hermann-Duncker-Straße (Karte) | ab 1911 (Entwurf) | Anlage zwischen Bienert-, Dr.-Hermann-Duncker-, Jadassohn- und Plautstraße als prägnantes Element der zeitgenössischen Bebauungsplanung, orts- und städtebaugeschichtliche sowie gartenhistorische Bedeutung, | 09306127 |
| Direkt Bild zu diesem Denkmal hochladen | Sachgesamtheit Dr.-Hermann-Duncker-Siedlung, mit den Einzeldenkmalen: mehrere Wohnhauszeilen (Wohnhauszeilen mit Straßen- und Gehwegbelag der Dr.-Hermann-Duncker-Straße sowie straßenbegleitende Grünfläche, Dr.-Hermann-Duncker-Straße 1–37 – Obj. 09292558, Wohnhauszeile Abrahamstraße 2–10 – Obj. 09292559, zwei Wohnblöcke Leidholdstraße 12–20 – Obj. 09292564, zwei Wohnblöcke Leunaer Weg 1–11 – Obj. 09292560, sieben Wohnblöcke Mansfelder Weg 1–36 – Obj. 09292561, mehrere Wohnhauszeilen Morgensternstraße 1–25 – Obj. 09292563, mehrere Wohnhauszeilen Saalfelder Straße 59–75 – Obj. 09294385) und Verkaufspavillon bei Dr.-Hermann-Duncker-Straße 2 (siehe Dr.-Hermann-Duncker-Straße 1–37 – Obj. 09292558), weiterhin ein Kindergarten (Jadassohnstraße 2 – Obj. 09262768) und Waschhaus (Saalfelder Straße 75 – Obj. 09294385) der Wohnanlage sowie mit den Sachgesamtheitsteilen: weitere Grünflächen, Spielplätze und Wäschetrockenplätze | Dr.-Hermann-Duncker-Straße 1; 2; 3; 4; 5; 6; 7; 8; 9; 10; 11; 12; 13; 14; 15; 16; 17; 18; 19; 20; 21; 22; 23; 24; 25; 26; 27; 29; 31; 33; 35; 37 (Karte) | 1953–1956 (Wohnanlage) | Putzfassaden im Stil der Nationalen Bautradition der 1950er Jahre, erstes Wohnungsneubaugebiet nach 1945 im Arbeiterviertel des Leipziger Westens, von architekturgeschichtlicher, ortsentwicklungsgeschichtlicher und sozialhistorischer Bedeutung | 09305251 |
| Weitere Bilder                          | Einzeldenkmal der Sachgesamtheit Dr.-Hermann-Duncker-Siedlung (Obj. 09305251, Dr.-Hermann-Duncker-Straße 1–37): mehrere Wohnhauszeilen einer Wohnanlage, mit Verkaufspavillon (bei Nr. 2) sowie mit Straßen- und Gehwegbelag der Dr.-Hermann-Duncker-Straße sowie straßenbegleitende Grünfläche | Dr.-Hermann-Duncker-Straße 1; 2; 3; 4; 5; 6; 7; 8; 9; 10; 11; 12; 13; 14; 15; 16; 17; 18; 19; 20; 21; 22; 23; 24; 25; 26; 27; 29; 31; 33; 35; 37 (Karte) | 1953–1956, Wohnhauszeilen (Mehrfamilienwohnhaus) | Putzfassaden im Stil der Nationalen Bautradition der 1950er Jahre, erstes Wohnungsneubaugebiet nach 1945 im Arbeiterviertel des Leipziger Westens, siehe auch Leidholdstraße 12–22, Leunaer Weg 1–11, Mansfelder Weg 1–36, Morgensternstraße 1–25 und Saalfelder Straße 59–75, von architekturgeschichtlicher, ortsentwicklungsgeschichtlicher und sozialhistorischer Bedeutung | 09292558 |
| Direkt Bild zu diesem Denkmal hochladen | Mehrfamilienhaus einer Wohnanlage, mit Vorgarten | Gotzkowskystraße 2 (Karte) | 1936–1937 (Mehrfamilienwohnhaus) | Putzfassade, bleiverglaste Treppenhausfenster, stilistische zwischen Neuer Sachlichkeit und Traditionalismus, siehe auch Lützner Straße 137–143 und Graffstraße 1, baugeschichtlich von Bedeutung | 09261623 |
| Direkt Bild zu diesem Denkmal hochladen | Mietshaus in halboffener Bebauung mit Vorgarten | Gotzkowskystraße 4 (Karte) | 1927–1928 (Mietshaus) | Putzfassade, im traditionalistischen Stil der 1920er Jahre, baugeschichtlich von Bedeutung Baugeschäfteinhaber Louis Löbe errichtete für die Leipziger Baumwollspinnerei (somit ein Zeugnis sozialen Werkswohnungsbaues) 1927–1928 das Gebäude für sieben Wohnungen mit Putzfassade und Ziegeldach. Die statischen Berechnungen sind mit Hünrich & Hedrich unterzeichnet. Durch die halboffenen Bebauung wurde eine Querlüftung des Mietshausquartiers hin zur Ecke Graffstraße/Groitzscher Straße gewährleistet, die architektonische Formensprache ist reduziert und nur der schwach ausgeprägte Mittelrisalit tritt mit einem kräftigen Haustürportal plastisch hervor. Abgeschlossenheitsbescheinigungen wurden 1999 ausgestellt, Sanierung ohne Beteiligung der Denkmalbehörden vor dem Jahr 2000. LfD/2008 | 09294901 |
| Direkt Bild zu diesem Denkmal hochladen | Doppelmietshaus in geschlossener Bebauung | Gotzkowskystraße 5; 7 (Karte) | um 1913 (Doppelmietshaus) | zeittypische Putzfassade, Reformstil-Architektur, bemerkenswerte Innenausstattung (zwei Treppenhäuser) mit originalen Wand- und Fußbodenfliesen, Wandfliesen mit Ornament, Stuck im Eingangsbereich, bleiverglaste Treppenhausfenster, bei Nummer 7 Lampe des 1. Treppenabsatzes original, Teil eines weitgehend geschlossen erhaltenen Straßenzuges, baugeschichtlich von Bedeutung | 09294900 |
| Direkt Bild zu diesem Denkmal hochladen | Mietshaus in geschlossener Bebauung (bauliche Einheit mit Nr. 8), mit Vorgarten | Gotzkowskystraße 6 (Karte) | 1914 (Mietshaus) | Putzfassade, bleiverglaste Treppenhausfenster, Stuck im Eingangsbereich, Reformstil-Architektur, baugeschichtlich von Bedeutung 1914 wurden die beiden Mietshäuser nach Entwurf des in Leipzig-Plagwitz ansässigen Architekten H. Heusing errichtet. Selbst mit der Ausführender beschäftigter Bauherr war der Handwerksmeister (Zimmermeister, mehrfach auch Maurermeister genannt) und Baugeschäftsinhaber Franz Harnisch, der in der Gotzkowskystraße 5 wohnte. In den Bauakten findet sich für die beiden Gebäude die „Rechtsverbindliche Erklärung, die Ausführung von Bauten nach einem einheitlichen Plane betreffend“. Das Haus mit der Nummer 6 kommt 1919 in den Besitz von Johann Glib, Nummer 8 ist seit Oktober 1918 im Eigentum des Lindenauer Sattlers Johannes Walter Döhler (Roßmarktstrasse 3). Beide Grundstücke erhalten, ebenfalls nach Zeichnung von Heusing, 1921 ihre Vorgarteneinfriedung (Holzlattenzaun mit Kunststeinpfosten). Die einfachen Reformstilbauten besitzen eine Putzfassade, eine rundbogige Haustürrahmung aus Kunststein und im Dachgeschoss jeweils ein Zwillingszwerchhaus, hinter denen sich eine Dachgeschosswohnung befindet. Die Zweispänner mit drei Zimmern pro Wohnung, Küche und Flur, Toiletten auf der Halben Treppe. Sanierung und Umbau für Nummer 8 wurden im Juni 1996 beantragt (Planung durch das Büro Götze in Burghausen), originale Ausstattung mit einfacher Stuckgliederung im Eingangsbereich und Resten farbiger Bleiverglasungen in den Treppenhausfenstern. LfD/2008 | 09294902 |
| Direkt Bild zu diesem Denkmal hochladen | Mietshaus in geschlossener Bebauung (bauliche Einheit mit Nr. 6), mit Vorgarten | Gotzkowskystraße 8 (Karte) | 1914 (Mietshaus) | Putzfassade, bleiverglaste Treppenhausfenster, Reformstil-Architektur, baugeschichtlich von Bedeutung 1914 wurden die beiden Mietshäuser nach Entwurf des in Leipzig-Plagwitz ansässigen Architekten H. Heusing errichtet. Selbst mit der Ausführender beschäftigter Bauherr war der Handwerksmeister (Zimmermeister, mehrfach auch Maurermeister genannt) und Baugeschäftsinhaber Franz Harnisch, der in der Gotzkowskystraße 5 wohnte. In den Bauakten findet sich für die beiden Gebäude die „Rechtsverbindliche Erklärung, die Ausführung von Bauten nach einem einheitlichen Plane betreffend“. Das Haus mit der Nummer 6 kommt 1919 in den Besitz von Johann Glib, Nummer 8 ist seit Oktober 1918 im Eigentum des Lindenauer Sattlers Johannes Walter Döhler (Roßmarktstrasse 3). Beide Grundstücke erhalten, ebenfalls nach Zeichnung von Heusing, 1921 ihre Vorgarteneinfriedung (Holzlattenzaun mit Kunststeinpfosten). Die einfachen Reformstilbauten besitzen eine Putzfassade, eine rundbogige Haustürrahmung aus Kunststein und im Dachgeschoss jeweils ein Zwillingszwerchhaus, hinter denen sich eine Dachgeschosswohnung befindet. Die Zweispänner mit drei Zimmern pro Wohnung, Küche und Flur, Toiletten auf der Halben Treppe. Sanierung und Umbau für Nummer 8 wurden im Juni 1996 beantragt (Planung durch das Büro Götze in Burghausen), originale Ausstattung mit einfacher Stuckgliederung im Eingangsbereich und Resten farbiger Bleiverglasungen in den Treppenhausfenstern. LfD/2008 | 09294903 |
| Direkt Bild zu diesem Denkmal hochladen | Mietshaus in geschlossener Bebauung, mit Vorgarten | Gotzkowskystraße 9 (Karte) | um 1913 (Mietshaus) | Putzfassade mit Reliefdekoration, baugeschichtlich von Bedeutung | 09294898 |
| Direkt Bild zu diesem Denkmal hochladen | Mietshaus in geschlossener Bebauung, mit Vorgarten | Gotzkowskystraße 11 (Karte) | um 1913 (Mietshaus) | Putzfassade, Stuck und Terrazzo im Eingangsbereich, baugeschichtlich von Bedeutung | 09294897 |
| Direkt Bild zu diesem Denkmal hochladen | Mietshaus in geschlossener Bebauung, mit Vorgarten | Gotzkowskystraße 12 (Karte) | bezeichnet 1914 (Mietshaus) | Putzfassade, Reformstil-Architektur, baugeschichtlich von Bedeutung Pläne von Architekt Karl Feistel wurden im Auftrag der Bauherrin Anna Wilhelmine Gruner geb. Birkigt aus Leipzig-Schleußig durch Maurermeister Otto Gruner ausgeführt (zunächst noch unter Hausnummer 10). Im Mai 1914 Einreichung des Bauantrages, die Ausführung innerhalb von knapp 12 Monaten. Nach Zwangsversteigerung im September 1916 im Besitz von Baumeister Carl Eduard Brömme, ab März 1917 steht die Kreditkasse für den Mittelstand eGmbH im Grundbuch, von der das Haus 1919 an die Fa. Gruner & Co veräußert wird und schließlich ab 1. Januar 1921 im Eigentum von Bertha Metzger geb. Kaumann ist. Im September 2001 Einreichung des Bauantrages für den Umbau des Dachgeschosses durch F. E. Immovest & Wohnbau GmbH Leipzig. Der einfache Putzbau mit jeweils zwei Wohnungen pro Etage (zwei Stuben, Kammer, Küche mit Austritt, Vorplatz, AWC), ehemals einer Wohnung im Dachgeschoss und vorgelagerter Rasenfläche. Prägnant das Zwillingszwerchhaus, Doppelhaus mit Nummer 14. Der häufige Eigentümerwechsel ist durchaus typisch für das Bau- und Immobiliengeschäft in der ersten Hälfte des 20. Jahrhunderts. Der Architekt übrigens wird am 10. Juli 1915 zum Militär eingezogen. LfD/2008 | 09299449 |
| Direkt Bild zu diesem Denkmal hochladen | Mietshaus in geschlossener Bebauung, mit Vorgarten | Gotzkowskystraße 17 (Karte) | 1911–1912 (Mietshaus) | Putzfassade, Windfangtür, Reformstil-Architektur, baugeschichtlich von Bedeutung Der Baugeschäfteinhaber Carl Eduard Brömme aus Lindenau errichtete das viergeschossige Mietshaus im Eigenauftrag und mit Sicherheit auch nach eigenen Entwürfen 1912, nachdem bereits im Mai 1911 der erste Bauantrag bei der zuständigen Behörde eingegangen war. Ab 1. Januar 1921 ist das Haus im Besitz der Leipziger Westend-Baugesellschaft. Gediegene, einfach gehaltene Putzfassade mit dreiachsigem Zwerchhaus für eine Dachgeschosswohnung. Originale Treppenhausausstattung mit Schablonenmalerei, sechs Blütenmedaillons im Eingangsbereich. Sanierung 2008–2009. LfD/2008 | 09294894 |
| Direkt Bild zu diesem Denkmal hochladen | Mehrfamilienhaus einer Wohnanlage | Graffstraße 1 (Karte) | 1936–1937 (Mehrfamilienwohnhaus) | Putzfassade, bleiverglaste Treppenhausfenster, stilistische zwischen Neuer Sachlichkeit und Traditionalismus, siehe auch Lützner Straße 137–143 und Gotzkowskystraße 2, baugeschichtlich von Bedeutung | 09261624 |
| Direkt Bild zu diesem Denkmal hochladen | Doppelmietshaus in geschlossener Bebauung | Groitzscher Straße 8; 10 (Karte) | um 1925 (Doppelmietshaus) | Putzfassade im Art-Decó-Stil, Stuckkehle in beiden Eingangsbereichen, bei Nummer 10 Wandfliesen im Eingangsbereich, baugeschichtlich von Bedeutung | 09291185 |
| Direkt Bild zu diesem Denkmal hochladen | Wohnblock (mit vier Eingängen) einer Wohnanlage | Groitzscher Straße 38; 40; 42; 44 (Karte) | 1929, Wohnblock (Mehrfamilienwohnhaus) | Putzfassade, Haustürrahmungen mit Keramikplatten, siehe auch Wiprechtstraße 1–23, Thietmarstraße 2–24 und Lützner Straße 155–161, baugeschichtlich von Bedeutung | 09292567 |
| Direkt Bild zu diesem Denkmal hochladen | Wohnhauszeile (mit 11 Hausnummern) einer Wohnanlage, mit Vorgärten, Einfriedungsmauer bei Nr. 54 und Siedlungsgrün im Hofbereich | Gröpplerstraße 54; 56; 58; 60; 62; 64; 66; 68; 70; 72; 74 (Karte)                                                                                        | 1930, Wohnhauszeile (Mehrfamilienwohnhaus) | Putzfassaden mit Erkern, Putzdekoration im Art-Déco-Stil, baugeschichtlich von Bedeutung | 09305229 |
| Direkt Bild zu diesem Denkmal hochladen | Wohnhauszeile (mit 11 Hausnummern), mit Vorgarten, rückseitig Wäschetrockenplätze und Pflasterung des Umfahrungsweges und Hofbereiches, bei Nr. 96 seitliche Einfriedung (mit zwei Säulenpappeln davor) | Gröpplerstraße 76; 78; 80; 82; 84; 86; 88; 90; 92; 94; 96 (Karte)                                                                                        | 1928–1929 (Wohnhauszeile) | Putzfassaden mit Treppenhauserkern, Anklänge an den Stil der Neuen Sachlichkeit, baugeschichtlich von Bedeutung | 09292565 |
|                                         | Produktions- und Verwaltungsgebäude (mit drei Hausnummern) einer Papierfabrik | Gröpplerstraße 100; 100a; 100b (Karte) | um 1915 (Fabrik) | Klinkerfassade, Mansarddach mit Uhrtürmchen, ortsgeschichtlich von Bedeutung | 09262083 |
| Weitere Bilder                          | Einzeldenkmal der Sachgesamtheit Dr.-Hermann-Duncker-Siedlung (Obj. 09305251, Dr.-Hermann-Duncker-Straße 1–37): Kindergarten | Jadassohnstraße 2 (Karte) | 1955–1956 (Kindergarten) | zweiflüglige Anlage mit traditionalistischer Putzfassade, als Bestandteil der Dr.-Hermann-Duncker-Siedlung von besonderer architekturgeschichtlicher und sozialhistorischer Bedeutung | 09262768 |
| Direkt Bild zu diesem Denkmal hochladen | Einzeldenkmal der Sachgesamtheit Dr.-Hermann-Duncker-Siedlung (Obj. 09305251, Dr.-Hermann-Duncker-Straße 1–37): zwei Mehrfamilienhäuser (Nr. 12/14 und Nr. 16–20) einer Wohnanlage | Leidholdstraße 12; 14; 16; 18; 20 (Karte) | 1953–1956, Wohnhauszeile (Mehrfamilienwohnhaus) | Putzfassaden im Stil der Nationalen Bautradition der 1950er Jahre, erstes Wohnungsneubaugebiet nach 1945 im Arbeiterviertel des Leipziger Westens, Wohnhaus Leidholdstraße 22 im 1. Halbjahr 2004 abgebrochen, siehe auch Leunaer Weg 1–11, Mansfelder Weg 1–36, Morgensternstraße 1–25 und Saalfelder Straße 59–75, von architekturgeschichtlicher, ortsentwicklungsgeschichtlicher und sozialhistorischer Bedeutung | 09292564 |
| Weitere Bilder                          | Einzeldenkmal der Sachgesamtheit Dr.-Hermann-Duncker-Siedlung (Obj. 09305251, Dr.-Hermann-Duncker-Straße 1–37): zwei Mehrfamilienhäuser (Nr. 1–7 und Nr. 9/11) einer Wohnanlage | Leunaer Weg 1; 3; 5; 7; 9; 11 (Karte) | 1953–1956, Wohnblöcke (Mehrfamilienwohnhaus) | Putzfassaden im Stil der Nationalen Bautradition der 1950er Jahre, erstes Wohnungsneubaugebiet nach 1945 im Arbeiterviertel des Leipziger Westens, siehe auch Leidholdstraße 12–22, Mansfelder Weg 1–36, Morgensternstraße 1–25 und Saalfelder Straße 59–75, von architekturgeschichtlicher, ortsentwicklungsgeschichtlicher und sozialhistorischer Bedeutung | 09292560 |
| Direkt Bild zu diesem Denkmal hochladen | Einzeldenkmal der Sachgesamtheit Städtische Wohnanlage Lützner Plan (Obj. 09305254, Lützner Plan 1–20): zwei Wohnhauszeilen (Nr. 2–20 gerade und Nr. 1–19 ungerade) einer Wohnanlage | Lützner Plan 1; 2; 3; 4; 5; 6; 7; 8; 9; 10; 11; 12; 13; 14; 15; 16; 17; 18; 19; 20 (Karte)                                                               | 1921–1925, Wohnhauszeilen (Mehrfamilienwohnhaus) | Putzfassaden im traditionalistischen Stil der 1920er Jahre, Akzentuierung der Anlage durch turmartige Eckbetonung, Zeugnis des sozialen Wohnungsbaus, siehe auch Demmeringstraße 133–141, Lützner Straße 166–184 und Saalfelder Straße 19–27, sozialgeschichtlich und baugeschichtlich von Bedeutung | 09261913 |
| Direkt Bild zu diesem Denkmal hochladen | Sachgesamtheit Städtische Wohnanlage Lützner Plan, mit den Einzeldenkmalen: mehrere Wohnhauszeilen (zwei Wohnhauszeilen Lützner Plan 1–20 – Obj. 09261913, zwei Wohnhauszeilen Demmeringstraße 133–141 – Obj. 09262770, zwei Wohnhauszeilen Lützner Straße 166–184 – Obj. 09262769, Wohnhauszeile Saalfelder Straße 19–27 – Obj. 09292569) mit Innenhofgestaltung, Vorgärten und begrünter Platzgestaltung des Lützner Plans | Lützner Plan 1; 2; 3; 4; 5; 6; 7; 8; 9; 10; 11; 12; 13; 14; 15; 16; 17; 18; 19; 20 (Karte)                                                               | 1921–1925 (Wohnanlage) | Zeugnis des sozialen Wohnungsbaus, sozialgeschichtlich und baugeschichtlich von Bedeutung | 09305254 |
| Weitere Bilder                          | Straßenbrücke über den Karl-Heine-Kanal | Lützner Straße (Karte) | 1898 (Straßenbrücke) | dreibogige Naturstein- und Klinkerbrücke, durch spätere Verbreiterung teils stark in der Originalsubstanz gestört, allerdings konstruktive Besonderheit des Zonengewölbes weiterhin erfahrbar, stadtentwicklungsgeschichtlich und baugeschichtlich von Bedeutung | 09261629 |
|                                         | Straßenbahndepot mit Verwaltungsgebäude (Anschrift: Lützner Straße 125), Depothallen, Werkstätten und altem Kraftwerk (ehemals Gaswerk, Anschrift: Saalfelder Straße 8b), Einfriedung und Pflasterung | Lützner Straße 125 (Karte) | 1899 (Straßenbahndepot), 1907–1908 (Straßenbahndepot), 1913–1914 (Straßenbahndepot), 1899–1900 (Kraftwerk)                                                                           | Straßenbahndepot der Großen Leipziger Straßenbahn, heute Bushof der Leipziger Verkehrsbetriebe, ehemals auch Pförtnergebäude und weitere Werkhalle mit Anbau am Eisenbahngleis, Gebäude meist mit gelben Klinkerfassaden, siehe auch unter Saalfelder Straße 8 und 8b, ortsgeschichtlich und technikgeschichtlich von Bedeutung | 09261616 |
| Direkt Bild zu diesem Denkmal hochladen | Mietshaus in halboffener Bebauung | Lützner Straße 129 (Karte) | bezeichnet 1912 (Mietshaus) | mit Läden, Putzfassade, bleiverglaste Treppenhausfenster, Stuck im Eingangsbereich, im Reformstil, baugeschichtlich von Bedeutung | 09261617 |
| Direkt Bild zu diesem Denkmal hochladen | Mietshaus in geschlossener Bebauung | Lützner Straße 131 (Karte) | um 1910 (Mietshaus) | mit Tordurchfahrt und Läden, Putzfassade, bleiverglaste Treppenhausfenster, im Reformstil, baugeschichtlich von Bedeutung | 09261618 |
| Direkt Bild zu diesem Denkmal hochladen | Mietshaus in geschlossener Bebauung | Lützner Straße 133 (Karte) | um 1910 (Mietshaus) | mit Läden, Putzfassade, bleiverglaste Treppenhausfenster, Wand- und Deckenstuck im Eingangsbereich, im Reformstil, baugeschichtlich von Bedeutung | 09261619 |
| Direkt Bild zu diesem Denkmal hochladen | Vier Mehrfamilienhäuser einer Wohnanlage, mit Vorgärten und Grünfläche im Hof | Lützner Straße 137; 139; 141; 143 (Karte) | 1936–1937 (Mehrfamilienwohnhaus) | Putzfassaden, bleiverglaste Treppenhausfenster, stilistisch zwischen Neuer Sachlichkeit und Traditionalismus, siehe auch Gotzkowskystraße 2 und Graffstraße 1, baugeschichtlich von Bedeutung | 09261622 |
| Direkt Bild zu diesem Denkmal hochladen | Mehrfamilienhaus (mit vier Eingängen) einer Wohnanlage, mit Vorgarten | Lützner Straße 155; 157; 159; 161 (Karte) | 1929, Wohnblock (Mehrfamilienwohnhaus) | Putzfassade, risalitartig vortretende Treppenhäuser in Klinker, Treppenhausfenster mit Strukturglas, siehe auch Groitzscher Straße 38–44, Thietmarstraße 2–24 und Wiprechtstraße 1–23, baugeschichtlich von Bedeutung | 09261628 |
| Direkt Bild zu diesem Denkmal hochladen | Einzeldenkmal der Sachgesamtheit Städtische Wohnanlage Lützner Plan (Obj. 09305254, Lützner Plan 1–20): Zwei Wohnhauszeilen (Nr. 166–180 und Nr. 182–184) einer Wohnanlage | Lützner Straße 166; 168; 170; 172; 174; 176; 178; 180; 182; 184 (Karte)                                                                                  | 1921–1925, Wohnhauszeilen (Mehrfamilienwohnhaus) | Putzfassade im traditionalistischen Stil der 1920er Jahre, Zeugnis des sozialen Wohnungsbaus, siehe auch Demmeringstraße 133–141 und Saalfelder Straße 19–27, sozialgeschichtlich und baugeschichtlich von Bedeutung | 09262769 |
|                                         | Fabrikgebäude einer Textilfabrik, mit Anbauten | Lützner Straße 171 (Karte) | 1896 (Fabrikgebäude) | rote Klinkerfassade mit gelber Klinkergliederung, als technisches Denkmal baugeschichtlich und ortsentwicklungsgeschichtlich bedeutsam | 09294905 |
| Direkt Bild zu diesem Denkmal hochladen | Mietshaus in halboffener Bebauung | Lützner Straße 188 (Karte) | um 1910 (Mietshaus) | mit Tordurchfahrt und Laden, Putzfassade, Holzpaneele in der Tordurchfahrt, Terrazzo im Eingangsbereich, Reformstil-Architektur, baugeschichtlich von Bedeutung | 09261632 |
| Direkt Bild zu diesem Denkmal hochladen | Mietshaus in geschlossener Bebauung | Lützner Straße 190 (Karte) | um 1910 (Mietshaus) | mit Laden, Putzfassade, Windfangtür mit geschliffenem Glas, Stuck im Eingangsbereich, bleiverglaste Treppenhausfenster mit Glasmalerei in den Mittelfeldern, Treppenhaus mit vollständig erhaltener Schablonenmalerei, Reformstil-Architektur, baugeschichtlich von Bedeutung | 09261633 |
| Direkt Bild zu diesem Denkmal hochladen | Mietshaus in geschlossener Bebauung und in Ecklage, mit Einfriedung und Vorgarten zur Credéstraße | Lützner Straße 192 (Karte) | um 1910 (Mietshaus) | mit Eckladen, Putzfassade, Eckerker, Stuck im Eingangsbereich, bleiverglaste Treppenhausfenster, Reformstil-Architektur, baugeschichtlich von Bedeutung | 09261634 |
| Direkt Bild zu diesem Denkmal hochladen | Mietshaus in geschlossener Bebauung und in Ecklage, mit Einfriedung und Vorgarten zur Credéstraße | Lützner Straße 194 (Karte) | um 1915 (Mietshaus) | mit Läden, Putzfassade mit zwei Erkern, Reformstil-Architektur, baugeschichtlich von Bedeutung | 09261635 |
| Direkt Bild zu diesem Denkmal hochladen | Mietshaus in geschlossener Bebauung | Lützner Straße 194a (Karte) | um 1912 (Mietshaus) | mit Läden, Putzfassade, Stuckgliederung und Stuckreliefs im Eingangsbereich, Reformstil-Architektur, baugeschichtlich von Bedeutung | 09261636 |
| Direkt Bild zu diesem Denkmal hochladen | Mietshaus in geschlossener Bebauung | Lützner Straße 196 (Karte) | um 1915 (Mietshaus) | Putzfassade, Haustür mit farbigem Oberlicht, Reformstil-Architektur, baugeschichtlich von Bedeutung | 09261637 |
| Direkt Bild zu diesem Denkmal hochladen | Einzeldenkmal der Sachgesamtheit Wohnanlage Neulindenau der Baugenossenschaft des Leipziger Mietervereins (Obj. 09305253, Radiusstraße 2–22): Wohnhauszeile einer Wohnanlage | Lützner Straße 198; 200 (Karte) | um 1913, Wohnhauszeile (Mehrfamilienwohnhaus) | Nummer 198 mit Tordurchfahrt und Laden, charakteristisch gestaltete Putzfassade im Reformstil, siehe auch Demmeringstraße 157–61 und Radiusstraße 2–22, erster Bauabschnitt der Wohnanlage, sozialgeschichtlich, baugeschichtlich und städtebaulich von Bedeutung | 09291189 |
| Direkt Bild zu diesem Denkmal hochladen | Mietshaus in geschlossener Bebauung (bauliche Einheit mit Nr. 208) | Lützner Straße 206 (Karte) | um 1910 (Mietshaus) | mit Tordurchfahrt und Laden, Putzfassade, Reformstil-Architektur, baugeschichtlich von Bedeutung | 09291194 |
| Direkt Bild zu diesem Denkmal hochladen | Mietshaus in geschlossener Bebauung (bauliche Einheit mit Nr. 206) | Lützner Straße 208 (Karte) | um 1910 (Mietshaus) | mit Tordurchfahrt, Putzfassade mit Reliefs, Windfangtür, Reformstil-Architektur, baugeschichtlich von Bedeutung | 09294906 |
| Direkt Bild zu diesem Denkmal hochladen | Mietshaus in geschlossener Bebauung (bauliche Einheit mit Nr. 212) | Lützner Straße 210 (Karte) | um 1915 (Mietshaus) | mit Tordurchfahrt und Laden, sparsam dekorierte Putzfassade, Stuck im Eingangsbereich, baugeschichtlich von Bedeutung | 09291193 |
| Direkt Bild zu diesem Denkmal hochladen | Mietshaus (Nr. 212) in halboffener Bebauung (bauliche Einheit mit Nr. 210) sowie Fabrikgebäude (Nr. 212a), Schornstein und Kontorgebäude im Hof | Lützner Straße 212; 212a (Karte) | um 1915 (Mietshaus) | Vorderhaus Putzfassade mit Erker, Klinkerbauten im Hof, ortsgeschichtlich und baugeschichtlich von Bedeutung | 09291192 |
| Weitere Bilder                          | Einzeldenkmal der Sachgesamtheit Dr.-Hermann-Duncker-Siedlung (Obj. 09305251, Dr.-Hermann-Duncker-Straße 1–37): sieben Mehrfamilienhäuser (Nr. 1/3, 5/7, 9–13, 2–8, 10–16, 18–26 und 28–36) einer Wohnanlage | Mansfelder Weg 1; 2; 3; 4; 5; 6; 7; 8; 9; 10; 11; 12; 13; 14; 16; 18; 20; 22; 24; 26; 28; 30; 32; 34; 36 (Karte)                                         | 1953–1956, Wohnblöcke (Mehrfamilienwohnhaus) | Putzfassaden im Stil der Nationalen Bautradition der 1950er Jahre, erstes Wohnungsneubaugebiet nach 1945 im Arbeiterviertel des Leipziger Westens, siehe auch Dr.-Hermann-Duncker-Straße 1–37, Leidholdstraße 12–22, Morgensternstraße 1–25, Leunaer Weg 1–11 und Saalfelder Straße 59–75, von architekturgeschichtlicher, ortsentwicklungsgeschichtlicher und sozialhistorischer Bedeutung | 09292561 |
| Direkt Bild zu diesem Denkmal hochladen | Vereinshaus mit Saalanbau einer Kleingartenanlage sowie Trinkbrunnen | Merseburger Straße 185 (Karte) | 1904 (Vereinshaus), 1921 (Saal), 1933 (Trinkbrunnen) | Putzfassade, Wetterfahne, in der Anlage einige historische Lauben in individueller Bauweise, Schreberverein Fortschritt 1899 gegründet, ortsgeschichtlich und entwicklungsgeschichtlich für das Kleingärtnerwesen von Bedeutung | 09262779 |
| Weitere Bilder                          | Einzeldenkmal der Sachgesamtheit Dr.-Hermann-Duncker-Siedlung (Obj. 09305251, Dr.-Hermann-Duncker-Straße 1–37): mehrere Wohnhauszeilen (Nr. 2, Nr. 2a/4, Nr. 1–5, Nr. 11/13 und Nr. 15–25) einer Wohnanlage | Morgensternstraße 1; 2; 2a; 3; 4; 5; 11; 13; 15; 17; 19; 21; 23; 25 (Karte)                                                                              | 1953–1956 (Wohnhäuser) | Putzfassaden im Stil der Nationalen Bautradition der 1950er Jahre, erstes Wohnungsneubaugebiet nach 1945 im Arbeiterviertel des Leipziger Westens, der Wohnblock Morgensternstraße 12/14/16 wurde im Februar 2004 abgebrochen, der Wohnblock Morgensternstraße 6/8/10 im Sommer 2004 und der Wohnblock Morgensternstraße 7/9 im Jahr 2005, siehe auch Leidholdstraße 12–22, Leunaer Weg 1–11, Mansfelder Weg 1–36 und Saalfelder Straße 59–75, von architekturgeschichtlicher, ortsentwicklungsgeschichtlicher und sozialhistorischer Bedeutung | 09292563 |
| Direkt Bild zu diesem Denkmal hochladen | Villa mit Einfriedung | Morgensternstraße 28 (Karte) | um 1910 (Villa) | Putzfassade mit Sandsteingliederung, bleiverglaste Treppenhausfenster, Reformstil-Architektur, erbaut für den Metallgießereibesitzer Gottfried Körner, baugeschichtlich von Bedeutung | 09261776 |
| Weitere Bilder                          | Kabelverzweigergehäuse für Telefonanschlüsse | Plautstraße 20 (vor) (Karte) | um 1935 (Kabelverzweiger) | Kabelverzweiger Leipziger Typ 6, Metallkasten auf Kunststeinsockel, technikgeschichtlich von Bedeutung, Seltenheits- und Dokumentationswert | 09301281 |
| Direkt Bild zu diesem Denkmal hochladen | Mietshaus in geschlossener Bebauung | Radiusstraße 1 (Karte) | um 1915 (Mietshaus) | zeittypische Putzfassade, Reformstil-Architektur, baugeschichtlich von Bedeutung | 09262089 |
| Direkt Bild zu diesem Denkmal hochladen | Einzeldenkmal der Sachgesamtheit Wohnanlage Neulindenau der Baugenossenschaft des Leipziger Mietervereins (Obj. 09305253, Radiusstraße 2–22): Wohnhauszeile einer Wohnanlage, mit Einfriedung | Radiusstraße 2; 4; 6; 8; 10; 12; 14; 16; 18; 20; 22 (Karte)                                                                                              | um 1913, Wohnhauszeile (Mehrfamilienwohnhaus) | Radiusstraße 2 mit Laden, charakteristisch gestaltete Putzfassade im Reformstil, siehe auch Demmeringstraße 157–161 und Lützner Straße 198–200, sozialgeschichtlich, baugeschichtlich und städtebaulich von Bedeutung | 09292571 |
| Direkt Bild zu diesem Denkmal hochladen | Sachgesamtheit Wohnanlage Neulindenau der Baugenossenschaft des Leipziger Mietervereins, mit den Einzeldenkmalen: mehrere Wohnhauszeile, mit Einfriedung an der Radiusstraße (Wohnhäuser Radiusstraße 2–22 – Obj. 09292571, Wohnhäuser Credéstraße 1–25 – Obj. 09264629, Wohnhäuser Demmeringstraße 151–155 – Obj. 09290841, Wohnhäuser Demmeringstraße 157–161 – Obj. 09292572, Wohnhäuser Lützner Straße 198/200 – Obj. 09291189) sowie zwei Grünanlagen vor Radiusstraße 8–18 und Credéstraße 5–21, Vorgärten an der Credéstraße und Grünflächen im Hofbereich | Radiusstraße 2; 4; 6; 8; 10; 12; 14; 16; 18; 20; 22 (Karte)                                                                                              | um 1913 (Wohnanlage) | sozialgeschichtlich, baugeschichtlich und städtebaulich von Bedeutung | 09305253 |
| Direkt Bild zu diesem Denkmal hochladen | Mietshaus in geschlossener Bebauung | Radiusstraße 3 (Karte) | um 1915 (Mietshaus) | mit Laden, Putzfassade, Wandfliesen mit Abschlussleiste im Eingangsbereich, Reformstil-Architektur, baugeschichtlich von Bedeutung | 09262090 |
| Direkt Bild zu diesem Denkmal hochladen | Mietshaus in geschlossener Bebauung | Radiusstraße 5 (Karte) | um 1912 (Mietshaus) | Putzfassade, Wandfliesen und Reliefs im Eingangsbereich, Reformstil-Architektur, baugeschichtlich von Bedeutung | 09262091 |
| Direkt Bild zu diesem Denkmal hochladen | Mietshaus in geschlossener Bebauung (bauliche Einheit mit Nr. 9 und 11) | Radiusstraße 7 (Karte) | um 1915 (Mietshaus) | mit Tordurchfahrt, Putzfassade, bleiverglaste Treppenhausfenster, Schablonenmalerei im Treppenhaus, Reformstil-Architektur, baugeschichtlich von Bedeutung | 09262092 |
| Direkt Bild zu diesem Denkmal hochladen | Mietshaus in geschlossener Bebauung (bauliche Einheit mit Nr. 7 und 11) | Radiusstraße 9 (Karte) | um 1912 (Mietshaus) | Putzfassade, Stuck und Reliefs im Eingangsbereich, Reformstil-Architektur, baugeschichtlich von Bedeutung | 09262093 |
| Direkt Bild zu diesem Denkmal hochladen | Mietshaus in geschlossener Bebauung (bauliche Einheit mit Nr. 7 und 9) | Radiusstraße 11 (Karte) | um 1912 (Mietshaus) | mit Tordurchfahrt, Putzfassade, Reformstil-Architektur, baugeschichtlich von Bedeutung | 09262094 |
| Direkt Bild zu diesem Denkmal hochladen | Mietshaus in geschlossener Bebauung | Radiusstraße 13 (Karte) | um 1915 (Mietshaus) | Putzfassade, Reformstil-Architektur, baugeschichtlich von Bedeutung | 09262095 |
| Direkt Bild zu diesem Denkmal hochladen | Mietshaus in geschlossener Bebauung | Radiusstraße 15 (Karte) | um 1915 (Mietshaus) | mit Tordurchfahrt, ehemals mit Laden, Putzfassade, Reformstil-Architektur, baugeschichtlich von Bedeutung | 09262096 |
|                                         | Linienverzweiger | Saalfelder Straße (Karte) | um 1925, Linienverzweiger (Kabelverzweiger) | polygonales Metallgehäuse für Telefonanschlüsse auf Kunststeinsockel, in Nähe Saalfelder Straße 19 und Lützner Straße 166, typisiertes Metallgehäuse, technikgeschichtlich von Bedeutung, Seltenheits- und Dokumentationswert Bereits in den 1880er Jahren gab es in großstädtischen Telefonnetzen erste unterirdische Leitungsabschnitte. Mit der rasant anwachsenden Zahl an Fernsprechverbindungsleitungen im städtischen Raum stieg die Notwendigkeit, oberirdische Leitungen in unterirdische Kabelnetze zu überführen, auch eine verbesserte Kabelisolierung beförderte Anfang des 20. Jahrhunderts den umfangreicheren Ausbau unterirdischer Kabelnetze. Dabei bestanden die strahlenförmig angelegten Fernsprechkabelnetze der Reichspost aus einem hierarchischen Verteilungssystem: Hauptkabel aus der Zentrale wurden an räumlich günstig gelegenen Knotenpunkten in sogenannten Linienverzweigern bzw. in den diesen nachgeordneten, kleineren Kabelverzweigern in mehrere Kabel aufgefächert. Jene wurden in Endverzweigern in die Anschlusskabel zu den einzelnen Sprechstellen überführt. Das Zusammenfassen der Kabel an den Verzweigungspunkten ermöglichte eine größtmögliche wirtschaftliche Ausnutzung des Leitungssystems, da eine Reserve an ungenutzten Adern lediglich in den Ausläufern des Kabelnetzes vorgehalten werden musste. An den Verzweigungspunkten wurden die Kabel aus einem Kabelbrunnen heraus den ebenerdigen Schalteinrichtungen zugeführt. Metallgehäuse unterschiedlicher Größen und Formen schützten diese und ermöglichten den Zugang für Wartungs- und Erweiterungsarbeiten am Kabelnetz. Bestand zunächst eine Vielzahl an Gehäuseformen, trieb die Reichspost nach dem Ersten Weltkrieg eine Standardisierung voran, es entstanden typisierte Gehäuse wie der an der Ecke Lützner/Saalfelder Straße im Ortsteil Lindenau erhaltene achteckige Linienverzweiger. Als oberirdisch sichtbarer Anlage einer überwiegend unterirdischen Infrastruktur mit großer Bedeutung für die gesellschaftliche Entwicklung des 20. Jahrhunderts kommt dem vorliegenden Verzweigergehäuse nicht nur ein technikgeschichtlicher Wert zu. Einst in großer Zahl das Stadtbild an Straßen und Plätzen prägend, sind derartige Zeugnisse der Telekommunikationsgeschichte inzwischen von großem Seltenheits- und Dokumentationswert. So dokumentiert der vorliegende Linienverzweiger im Kontext mit den wenigen weiteren im Leipziger Stadtgebiet erhaltenen Kabelverzweigern auch die gestalterische Fortentwicklung einer technischen Anlage aus der Anfangszeit unserer heutigen Telefonnetze. LfD/2018 | 09304374 |
| Weitere Bilder                          | Apelstein Nr. 22 (V) | Saalfelder Straße (Karte) | bezeichnet 1862 (Gedenkstein), 1897 erneuert (Gedenkstein) | Gedenkstein zur Erinnerung an die Völkerschlacht 1813 und das Gefecht bei Lindenau, 17.000 Mann unter General Ignác Gyulay, geschichtlich von Bedeutung | 09294143 |
| Weitere Bilder                          | Fabrikgebäude in offener Bebauung in Ecklage und historische Leuchtreklame | Saalfelder Straße 1 (Karte) | 1883 (Fabrik) | zeittypische Klinkerfassade, siehe auch Saalfelder Straße 1a, ortsgeschichtlich von Bedeutung | 09262084 |
| Weitere Bilder                          | Fabrikantenvilla, mit seitlicher Toreinfahrt und Einfriedung | Saalfelder Straße 1a (Karte) | im Kern 1887 (Fabrikantenvilla), 1906 (Fabrikantenvilla) | Putz-Klinker-Fassade mit Holz-Erker, Jugendstildekoration, Bleiglasfenster, Jugendstilhaustür mit bleiverglastem Oberlicht, siehe auch Saalfelder Straße 1, Villa benannt nach Kaufmann Ernst Galleh (Inhaber der Lackfabrik Gebr. Galleh), baugeschichtlich und ortsgeschichtlich von Bedeutung | 09262085 |
| Weitere Bilder                          | Doppelmietshaus in offener Bebauung und in Ecklage | Saalfelder Straße 5; 7 (Karte) | um 1915 (Doppelmietshaus) | mit Eckladen, Putzfassade mit Erkern und Balkons, Reformstil-Architektur, baugeschichtlich von Bedeutung | 09262086 |
| Weitere Bilder                          | Ehemaliges Fabrikgebäude (später Wohnhaus), mit Einfriedung | Saalfelder Straße 6 (Karte) | um 1905 (Fabrik) | in rückwärtiger Lage zum Karl-Heine-Kanal, Putzfassade, ortsentwicklungsgeschichtlich von Bedeutung | 09261090 |
| Weitere Bilder                          | Beamtenwohnhaus in offener Bebauung, mit seitlicher Toranlage | Saalfelder Straße 8 (Karte) | um 1905 (Beamtenwohnhaus) | ehemals Teil des Straßenbahndepots der Großen Leipziger Straßenbahn, heute zum Bushof der LVB Lützner Straße 125 gehörig, zeittypische Klinkerfassade, Pfeiler der Toreinfahrt mit schönen Sandsteinaufsätzen, baugeschichtlich und ortsgeschichtlich von Bedeutung | 09262087 |
|                                         | Straßenbahndepot mit Verwaltungsgebäude (Anschrift: Lützner Straße 125), Depothallen, Werkstätten und altem Kraftwerk (ehemals Gaswerk, Anschrift: Saalfelder Straße 8b), Einfriedung und Pflasterung | Saalfelder Straße 8b (Karte) | 1899 (Straßenbahndepot), 1907–1908 (Straßenbahndepot), 1913–1914 (Straßenbahndepot), 1899–1900 (Kraftwerk)                                                                           | Straßenbahndepot der Großen Leipziger Straßenbahn, heute Bushof der Leipziger Verkehrsbetriebe, ehemals auch Pförtnergebäude und weitere Werkhalle mit Anbau am Eisenbahngleis, Gebäude meist mit gelben Klinkerfassaden, siehe auch unter Saalfelder Straße 8 und 8b, ortsgeschichtlich und technikgeschichtlich von Bedeutung | 09261616 |
| Direkt Bild zu diesem Denkmal hochladen | Villa (hinter der Wohnbebauung Saalfelder Straße 9a–9c) | Saalfelder Straße 9 (Karte) | um 1885 (Villa) | historistische Putzfassade, mit Portikus, Villa des Gartenarchitekten Otto Moßdorf, baugeschichtlich und ortsgeschichtlich von Bedeutung | 09291195 |
| Direkt Bild zu diesem Denkmal hochladen | Mietshaus in offener Bebauung und in Ecklage | Saalfelder Straße 17 (Karte) | um 1890 (Mietshaus) | mit Laden und Eckgaststätte, historisierende Putzfassade, baugeschichtlich von Bedeutung | 09292745 |
| Direkt Bild zu diesem Denkmal hochladen | Einzeldenkmal der Sachgesamtheit Städtische Wohnanlage Lützner Plan (Obj. 09305254, Lützner Plan 1–20): Wohnhauszeile einer Wohnanlage | Saalfelder Straße 19; 19a; 21; 23; 25; 27 (Karte) | 1921–1925, Wohnhauszeile (Mehrfamilienwohnhaus) | Putzfassade im traditionalistischen Stil der 1920er Jahre, Akzentuierung der Anlage durch turmartige Eckbetonung, Zeugnis des sozialen Wohnungsbaus, siehe auch Demmeringstraße 133–141, Lützner Plan 2–20 und Lützner Straße 166–180, sozialgeschichtlich und baugeschichtlich von Bedeutung | 09292569 |
| Direkt Bild zu diesem Denkmal hochladen | Schule (Anschrift: Demmeringstraße 133a und Saalfelder Straße 29) mit zwei Turnhallen im Schulhof und Vorgarten | Saalfelder Straße 29 (Karte) | 1896 (Schule) | zweiflügeliger Schulbau, historisierende Klinkerfassade, baugeschichtlich und ortsgeschichtlich von Bedeutung | 09294142 |
| Direkt Bild zu diesem Denkmal hochladen | Einzeldenkmal der Sachgesamtheit Dr.-Hermann-Duncker-Siedlung (Obj. 09305251, Dr.-Hermann-Duncker-Straße 1–37): mehrere Wohnhauszeilen und Waschhaus (Nr. 75) einer Wohnanlage | Saalfelder Straße 59; 61; 63; 65; 67; 69; 71; 73; 75 (Karte)                                                                                             | 1953–1956, Wohnhauszeilen (Mehrfamilienwohnhaus) | Putzfassaden im Stil der Nationalen Bautradition der 1950er Jahre, erstes Wohnungsneubaugebiet nach 1945 im Arbeiterviertel des Leipziger Westens, siehe auch Leidholdstraße 12–22, Leunaer Weg 1–11, Mansfelder Weg 1–36 und Morgensternstraße 1–25, von architekturgeschichtlicher, ortsentwicklungsgeschichtlicher und sozialhistorischer Bedeutung | 09294385 |
| Direkt Bild zu diesem Denkmal hochladen | Vereinshaus und historische Gartenlauben einer Kleingartenanlage | Saalfelder Straße 80 (Karte) | 1922 (Vereinshaus) | Gartenlokal und Vereinshaus des 1898 gegründeten Naturheilvereins III, Fachwerkgebäude, ortsgeschichtlich von Bedeutung, einige historische Lauben in individueller Gestaltung, geschichtlicher Zeugniswert (Entwicklung des Kleingärtnerwesens) | 09262780 |
| Weitere Bilder                          | Fabrikhalle mit späterem Wandbild zur Thematik »Fünfjahrplan« | Schomburgkstraße 1 (Karte) | 1919 (Fabrikhalle) | Putzfassade im neoklassizistischen Stil, baugeschichtlich und technikgeschichtlich von Bedeutung | 09291131 |
| Direkt Bild zu diesem Denkmal hochladen | Sachgesamtheit Kleingartenanlage der Leipziger Baumwollspinnerei: Kleingartenanlage mit Gartenlauben (als Sachgesamtheitsteile) | Spinnereistraße 4; 6 (Karte) | um 1900 (Kleingartenanlage) | Kleingartenanlage der Leipziger Baumwollspinnerei; ortsgeschichtlich von Bedeutung | 09299394 |
| Direkt Bild zu diesem Denkmal hochladen | Ausstattung der Werkstatt eines Hutformmachers (Maschinen, Werkzeuge, Hilfsmittel) | Spinnereistraße 7 (Karte) | um 1900, Werkzeuge, Maschinen des Hutformenbaus (Technische Ausstattung) | technikgeschichtlich von Bedeutung, Seltenheitswert in Europa | 09286283 |
| Direkt Bild zu diesem Denkmal hochladen | Sachgesamtheit Leipziger Baumwollspinnerei, mit den Einzeldenkmalen: Fabrikantenvilla, Verwaltungsgebäude und mehrere Werkhallen, Einfriedung mit Toreinfahrt sowie Schornstein einer Textilfabrik (Obj. 09292717, Spinnereistraße 7) sowie drei Fabrikgebäude mit Einfriedungsmauer (Obj. 09292556, Alte Salzstraße 2–6), Parkanlage der Fabrikantenvilla, weiterhin mit den Sachgesamtheitsteilen: Gelände mit Eisenbahngleisen und historischem Pflaster sowie weitere Fabrikbauten | Spinnereistraße 7 (Karte) | nach 1890 (Fabrikanlage), bezeichnet 1906 (Fabrikanlage) | Anlage der Leipziger Baumwollspinnerei im Quartier Thüringer Straße, Alte Salzstraße, Saarländer Straße und Spinnereistraße, vorwiegend Klinkerbauten, das Heizhaus Ende 2003 abgebrochen, siehe auch gegenüber liegende Betriebs-Kleingartensparte und Kindergarten/Kinderkrippe sowie Arbeitermietshäuser an der Thüringer Straße, eindrucksvoller Fabrikkomplex von überörtlicher Bedeutung, Geschichts- und Dokumentationswert, Wert für die Volksbildung | 09305252 |
| Weitere Bilder                          | Einzeldenkmale der Sachgesamtheit Leipziger Baumwollspinnerei (Obj. 09305252, Spinnereistraße 7): Fabrikantenvilla, Verwaltungsgebäude und mehrere Werkhallen, Einfriedung mit Toreinfahrt sowie Schornstein einer Textilfabrik | Spinnereistraße 7 (Karte) | bezeichnet 1906 (Verwaltungsgebäude), bezeichnet 1896 (Spinnerei), bezeichnet 1885 (Schornstein), bezeichnet 1904 (Fabrikgebäude), bezeichnet 1907 (Fabrikgebäude)                   | eindrucksvoller Fabrikkomplex von überörtlicher Bedeutung, Geschichts- und Dokumentationswert, Wert für die Volksbildung Angaben zum Denkmalwert Die Leipziger Baumwollspinnerei zählt zu den bedeutendsten Denkmalen der Textilindustrie in Sachsen. Da Sachsen in der Vergangenheit eines der wichtigsten Zentren der Textilherstellung in Deutschland war, haben Objekte dieser Art und dieses Umfangs auch über die Landesgrenzen hinaus geschichtliche Bedeutung. 1909 galt die Leipziger Baumwollspinnerei sogar als größte Anlage dieses Industriezweiges auf dem europäischen Kontinent. Gegründet wurde die Leipziger Baumwollspinnerei Aktiengesellschaft 1884. Um 1900 war der Fabrikkomplex in den wesentlichen Teilen fertig gestellt. Der Ausführung lag ein gut durchdachter, an englischen Vorbildern orientierter Plan zugrunde. Dazu gehörten der direkte Eisenbahnanschluss, meist mehrstöckige Produktionsgebäude mit großzügiger Belichtung, Direktorenvilla, ein Verwaltungs- und Empfangsgebäude und die in das Fabrikgelände eingegliederten Mietskasernen für die Arbeiter. Auch eine Kleingartenanlage und ein Kindergarten waren Teil der Anlage. Seit Jahren werden die Gebäude der Leipziger Baumwollspinnerei mit behutsamen Veränderungen saniert und umgenutzt. Die Erneuerung der für die Industriegeschichte Sachsens und darüber hinaus wertvollen Fabrikanlage kann als vorbildlich bezeichnet werden. In vergleichbarer Komplexität erhaltene Fabrikanlagen aus der so genannten Gründerzeit sind heute selten, so dass sowohl hinsichtlich der Entstehungsgeschichte als auch des Erhaltungszustandes bei der Leipziger Baumwollspinnerei von einem Objekt von nationaler Bedeutung zu sprechen ist. | 09292717 |
| Direkt Bild zu diesem Denkmal hochladen | Ehemaliges Kinderwochenheim (Nr. 8, heute Kindergarten, mit Ausstattung) und Kinderkrippe (Nr. 10) einer Textilfabrik, sowie Gartenanlage und Pavillon, dazu Mauern und Pumpstation zur Straße Am Kanal | Spinnereistraße 8; 10 (Karte) | 1953 (Kindergarten), 1953 (Kinderkrippe), um 1895 (Pumpenhaus), um 1895 (Gartenpavillon)                                                                                             | zweigeschossiger Kindergartenbau, Wochenkrippe über Winkel-Grundriss, Putzfassade, Fachwerk-Pavillon an der Spinnereistraße, Garten mit alter Wegeführung, Obstbäumen, vor allem Apfelbäume auf Wiesenflächen, ortsgeschichtlich von Bedeutung | 09286345 |
|                                         | Ehemaliges Kontorgebäude in offener Bebauung und in Ecklage | Spinnereistraße 11 (Karte) | 1897 (Kontorhaus) | aufwendig gegliederte Klinkerfassade, alte Werbeinschrift ehemals noch erkennbar, baugeschichtlich und ortsgeschichtlich von Bedeutung | 09291182 |
| Weitere Bilder                          | Fabrikanlage einer Stahlbauanstalt und späteren Maschinenfabrik, bestehend aus: Verwaltungsgebäude (Nr. 11b und 13, mit Pförtnerhaus und Eisenbahndurchfahrt), Kesselhaus einschließlich erhaltener (technischer) Ausstattung, Produktionshalle 1 mit überdachtem Hof einschließlich Einschienen-Hängebahn und Hofpflasterung, Produktionshalle 2 mit Überdachung am Nordgiebel und westlicher Laufbahn eines Brückenkrans, Produktionshalle 4, Produktionshalle 5 mit Laufbahnen zweier Brückenkrane, Produktionshalle 7 einschließlich Demag-Brückenkran, nordöstlichem sowie südlichem Anbau, Produktionshalle 8 mit südöstlichem Treppenaufgang, Produktionshalle 9 und historische Pflasterung der vorgelagerten Spinnereistraße (Gleisanlagen siehe Sachgesamtheit Plagwitz-Lindenauer Industriebahn – Obj. 09305232) | Spinnereistraße 11b; 13 (Karte) | um 1920 (Verwaltungsgebäude), um 1920 (Kesselhaus), um 1900, Halle Nummer 1 (Fabrikgebäude), um 1940, Hofüberdachung (Fabrikgebäude), um 1930, Hallen Nummer 4 und 8 (Fabrikgebäude) | umfangreich erhaltenes, von Klinkerfassaden geprägtes Ensemble eines bedeutenden Leipziger Stahlbauunternehmens, später zu den bedeutendsten Schwermaschinenbauunternehmen der DDR und den weltweit führenden Kranherstellern gehörig, von nationaler industriegeschichtlicher Bedeutung, daneben aufgrund der konstruktiven Vielfalt des Gebäudebestands von baugeschichtlichem Wert, technische Ausstattungsdetails weiterhin von technikgeschichtlichem Interesse, der Verwaltungsbau mit Eisenbahndurchfahrt besitzt Seltenheitswert | 09291181 |
|                                         | Verwaltungsgebäude und anschließende Werkhalle einer Fabrik | Spinnereistraße 14; 16 (Karte) | um 1900 (Verwaltungsgebäude) | zeittypische Klinkerfassade, ortsgeschichtlich von Bedeutung | 09291180 |
| Weitere Bilder                          | Handschwengelpumpe | Stockmannstraße (Karte) | vor 1890 (Handschwengelpumpe) | Handschwengelpumpe mit Brunnenschacht und Abdeckplatte; vor dem Haupteingang zum Plagwitzer Friedhof, ortsgeschichtlich von Bedeutung | 09260925 |
| Weitere Bilder                          | Einzeldenkmale der Sachgesamtheit Friedhof Plagwitz (Obj. 09305259, Stockmannstraße 13/13a): Kapelle und mehrere Grabmale sowie Einfriedung und Eingangsgestaltung eines Friedhofes | Stockmannstraße 13 (Karte) | 1885 (Friedhofskapelle), Ende 19. Jh./Anfang 20. Jh. (Grabmale) | alte Ortslage Plagwitz, Kapelle im neogotischen Stil, bau- und ortsgeschichtlich von Bedeutung | 09264233 |
| Direkt Bild zu diesem Denkmal hochladen | Sachgesamtheit Friedhof Plagwitz, mit den Einzeldenkmalen: Kapelle (Nr. 13) und mehrere Grabmale sowie Einfriedung und Eingangsgestaltung eines Friedhofes (Obj. 09264233, Stockmannstraße 13) sowie mit dem Sachgesamtheitsteil: Friedhofs-Nebengebäude (Nr. 13a) | Stockmannstraße 13; 13a (Karte) | 1880 (Friedhof), 1885 (Kapelle) | alte Ortslage Plagwitz, Kapelle im neogotischen Stil, ortsgeschichtlich von Bedeutung | 09305259 |
| Direkt Bild zu diesem Denkmal hochladen | 12 Mehrfamilienhäuser einer Wohnanlage, mit Vorgarten | Thietmarstraße 2; 4; 6; 8; 10; 12; 14; 16; 18; 20; 22; 24 (Karte)                                                                                        | 1929 (Mehrfamilienwohnhaus) | Putzfassade, halbrund vorstehende Treppenhäuser, siehe auch Lützner Straße 155–161, Groitzscher Straße 38–44 und Wiprechtstraße 1–23, baugeschichtlich von Bedeutung | 09294547 |
| Direkt Bild zu diesem Denkmal hochladen | Mietshauszeile, mit Waschhaus im Hof und Einfriedung zum ehemaligen Garten der Fabrikantenvilla (siehe Spinnereistraße 7) | Thüringer Straße 2; 4; 6; 8; 10 (Karte) | vor 1900 (Arbeiterwohnhaus) | schlichte Ziegelbauten, sozialgeschichtlich von Bedeutung | 09292553 |
| Direkt Bild zu diesem Denkmal hochladen | Doppelmietshaus in geschlossener Bebauung | Thüringer Straße 11; 13 (Karte) | um 1905 (Doppelmietshaus) | historisierende Klinkerfassade, baugeschichtlich von Bedeutung | 09292554 |
| Direkt Bild zu diesem Denkmal hochladen | Doppelmietshaus (Nr. 12/14) in geschlossener Bebauung, mit anschließendem Anbau (Nr. 14a, ehemaliger Kindergarten), Waschhaus im Hof und Einfriedung zur Straße und zum Fabrikgrundstück | Thüringer Straße 12; 14; 14a (Karte) | 1905 (Doppelmietshaus) | historisierende Klinkerfassade, gehört zur Baumwollspinnerei (Spinnereistraße 7), im Ensemble mit Nummer 2–10, sozialgeschichtlich von Bedeutung | 09292552 |
| Direkt Bild zu diesem Denkmal hochladen | Doppelmietshaus in geschlossener Bebauung | Thüringer Straße 19; 21 (Karte) | um 1900 (Doppelmietshaus) | schlichte Ziegelbauten, gehörten zur Baumwollspinnerei (Spinnereistraße 7), sozialgeschichtlich von Bedeutung | 09292555 |
| Direkt Bild zu diesem Denkmal hochladen | Zwei Eisenbahnerwohnhäuser in halboffener Bebauung | Thüringer Straße 23; 25 (Karte) | 1910 (Beamtenwohnhaus) | zeittypisch gestaltete Putzfassade, nahe dem Bahnhof Leipzig-Plagwitz, sozialgeschichtlich von Bedeutung | 09292551 |
| Direkt Bild zu diesem Denkmal hochladen | 12 Mehrfamilienhäuser einer Wohnanlage, mit Vorgarten vor Nr. 7–23 und Waschhaus im Hof | Wiprechtstraße 1; 3; 5; 7; 9; 11; 13; 15; 17; 19; 21; 23 (Karte)                                                                                         | 1929 (Mehrfamilienwohnhaus) | Putzfassade, Keramikrahmungen der Haustüren, siehe auch Lützner Straße 155–161, Groitzscher Straße 38–44 und Thietmarstraße 2–24, baugeschichtlich von Bedeutung | 09294904 |

## Ehemalige Kulturdenkmale
| Bild                                    | Bezeichnung                              | Lage                       | Datierung                             | Beschreibung | ID       |
| --------------------------------------- | ---------------------------------------- | -------------------------- | ------------------------------------- | --- | -------- |
| Direkt Bild zu diesem Denkmal hochladen | Innenausstattung eines Doppelmietshauses | Gotzkowskystraße 7 (Karte) | um 1913 (Mietshaus)                   | Innenausstattung eines Doppelmietshauses (mit Nr. 5; Lampe des 1. Treppenabsatzes; bleiverglaste Treppenhausfenster; Wand- und Fußbodenfliesen) | 09294899 |
| Direkt Bild zu diesem Denkmal hochladen | Mietshaus                                | Lützner Straße 186 (Karte) | um 1880 (Mietshaus); um 1895 (Fabrik) | Mietshaus in ehemals offener Bebauung mit Fabrik (Putzfassade; zwei Läden um 1910; Teilabbruch Mietshaus 3/2009)                                | 09261631 |
| Direkt Bild zu diesem Denkmal hochladen | Fabrikgebäude                            | Pötschker Weg 2; 4 (Karte) | um 1890 & um 1915 (Fabrikgebäude)     | Fabrikgebäude (rote Klinkerfassade) | 09294907 |